# Бельчик (река)
Бельчик — река в России, протекает по Чердынскому району Пермского края. Устье реки находится в 17 км по правому берегу реки Чепец. Длина реки составляет 18 км.
Исток реки в 38 км к северо-западу от посёлка Чепец. Бельчик течёт на юго-восток, всё течение реки проходит по ненаселённому лесу.

## Данные водного реестра
По данным государственного водного реестра России относится к Камскому бассейновому округу, водохозяйственный участок реки — Кама от истока до водомерного поста у села Бондюг, речной подбассейн реки — бассейны притоков Камы до впадения Белой. Речной бассейн реки — Кама.
Код объекта в государственном водном реестре — 10010100112111100003574.